# 段纪全民居
段纪全民居，位于中国山西省运城市新绛县县城龙兴镇安子巷。已列为新绛县文物保护单位。

## 建筑
段纪全民居是一处清代民居，占地面积380平方米，现存门楼、南房、东西房，建筑面积93平方米，保存完好。

## 保护
段纪全民居公布为新绛县文物保护单位。